# Король Лир (фильм, 1983)
«Король Лир» (англ. King Lear) — телевизионная экранизация одноимённой трагедии Уильяма Шекспира. Фильм был снят режиссёром Майклом Эллиоттом, в главной роли — Лоренс Оливье.

## О фильме
Эллиотт поставил Лира в обстановке, напоминающей Стоунхендж, хотя весь фильм был снят целиком на студии. В фильме эффект достигается за счёт того что в некоторых сценах появляется туман.  Персонажи Шекспира носят одежду, используют технологии и оружие времен раннего бронзового века, а не Елизаветинской эпохи. Во всей постановке подчеркивается преимущество простоты над изысканностью.
Лоуренс Оливье за роль Лира получил не только признание критиков, но и премию Эмми. Фильм стал последним появлением Оливье в пьесе Шекспира. В возрасте 75 он стал одним из самых старых актёров, исполнявших эту изнуряющую роль. До этого он без особого успеха исполнил роль в постановке в 1946 году. 
В фильме задействован впечатляющий актерский состав: кроме Оливье роли сыграли Джон Хёрт, Дайана Ригг (Регана), Лео Маккерн (граф Глостер), Дороти Тьютин (Гонерилья), Роберт Линдсей (Эдмунд), Дэвид Трелфолл (Эдгар), Анна Колдер-Маршалл (Корделия), Брайан Кокс (герцог Бургундский) и Колин Блейкли (граф Кент).
Американское телевидение показало вступление в настоящем Стоунхендже, с Питером Устинов в качестве ведущего. Фильм был выпущен на DVD в регионах 1 и 2.

## В ролях
- Лоренс Оливье — Король Лир
- Колин Блейкли — граф Кент
- Анна Колдер-Маршалл — Корделия, дочь короля Лира
- Джереми Кемп — герцог Корнуэлл
- Роберт Лэнг — герцог Олбани
- Роберт Линдсей — Эдмунд, сын графа Глостера
- Лео Маккерн — граф Глостер
- Дэвид Трелфолл — Эдгар, сын графа Глостера
- Дороти Тьютин — Гонерилья, дочь короля Лира
- Джон Хёрт — шут
- Дайана Ригг — Регана, дочь короля Лира
- Брайан Кокс — герцог Бургундский
- Эдвард Петербридж — король Франции
- Джеффри Бейтман — Освальд

## Награды и номинации
- 1983 — Международная премия «Эмми» за лучшую драму.
- 1984 — Прайм-тайм премия «Эмми» за лучшую мужскую роль в мини-сериале или телефильме (Лоренс Оливье).
- 1984 — три номинации на премию BAFTA TV Award: лучшие костюмы (Таня Моисевич), лучший грим (Лоис Ричардсон), лучший видео-оператор (Роджер Ингланд).